# Deuxième pont d'Hiver
Le deuxième pont d'Hiver est un pont traversant le canal d'Hiver. Le pont relie les premières et deuxièmes îles de l'Amirauté qui se trouvent dans le district central de Saint-Pétersbourg.

## Emplacement et nom

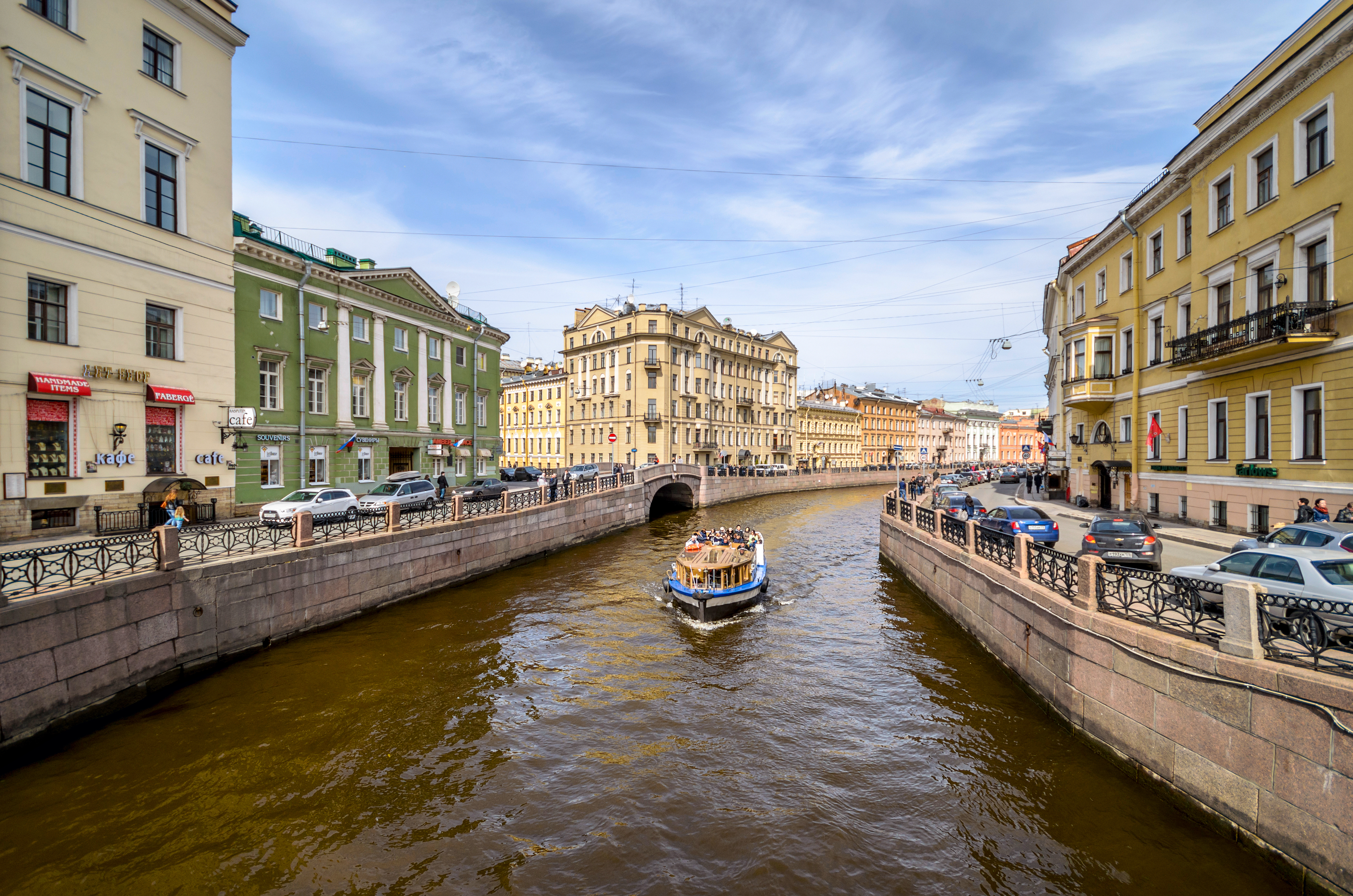
Vue sur la rivière Moïka depuis le pont Pevchesky à Saint-Pétersbourg.

Le pont est situé sur la rive droite (impaire) de la rivière Moïka entre les maisons 31 et 35.
En amont se trouve le premier pont d'Hiver. Le nom du pont est bien connu depuis 1940.
La station de métro la plus proche est « Admiralteïskaïa ».

## Histoire et description
En 1940, un pont balcon en bois à une travée est construit pour le passage des manifestations festives depuis la place du Palais.
En 1964, le pont a été reconstruit en une arche à travée unique avec une solide voûte en béton armé selon la conception de l'ingénieur VS Ksenofontov et de l'architecte Noskov ,.
Le deuxième pont d'Hiver est un pont en arc à travée unique. Ses supports sont en béton armé monolithique sur une fondation sur pieux. Sa longueur est de 20,5 m et sa largeur est de 10 m. Les façades du pont sont recouvertes de granit rose. Les parapets en granit sont utilisés comme clôtures. La chaussée et les trottoirs sont recouverts de béton bitumineux.
Le pont ressemble beaucoup au premier pont d'Hiver voisin, complétant ainsi l'harmonieux ensemble sur le canal d'Hiver.

## Voir également
- Liste des ponts à Saint-Pétersbourg
- Premier pont d'Hiver
- Canal d'Hiver